# Football Club de Rouen 1899
El Football Club de Rouen 1899 és un club de futbol francès de la ciutat de Rouen.

## Història

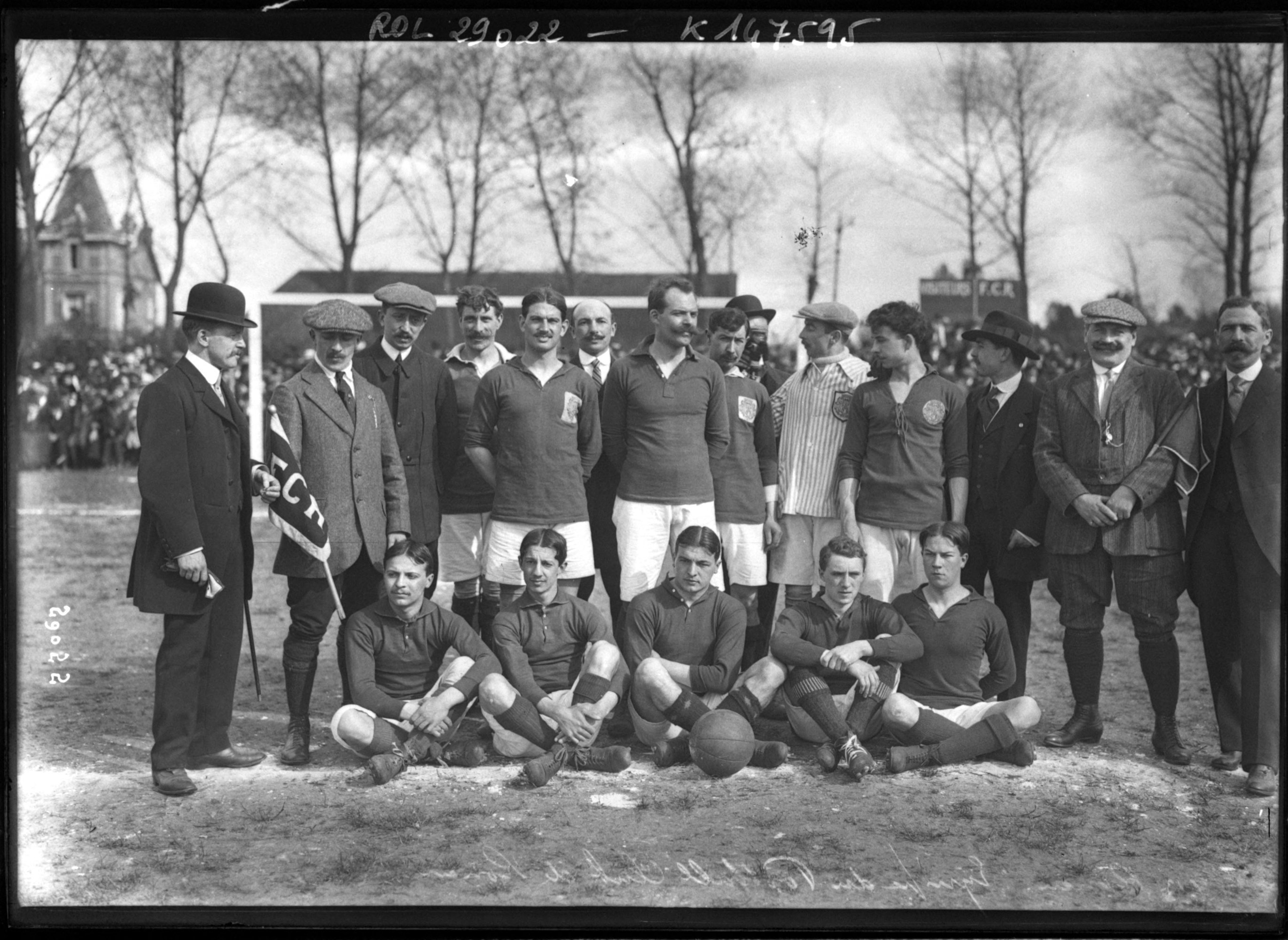
Equip del FC rouennais el 1913.

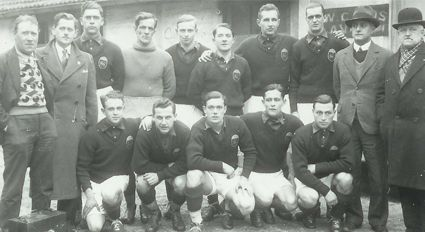
FC Rouen el 1933.

El club va ser fundat el 1896, com a equip de rugbi, mentre que la secció de futbol va néixer el 1899. Durant la Segona Guerra Mundial el club es proclamà campió de França els anys 1940 i 1945, campionats no considerats oficials. Evolució del nom:
- 1899-1940: FC rouennais
- 1940-1995: FC Rouen
- 1995-1997: FC Grand Rouen
- 1998-2000: Olympique du Grand Rouen
- 2000-present: FC de Rouen 1899

## Palmarès
- Lliga francesa de futbol: 
  - 1940, 1945 (no oficials)

- Ligue 2: 
  - 1935-36

- Championnat de France amateur: 
  - 2008-09

- Division d'Honneur (Normandia):
  - 1922, 1924, 1927, 1930, 1931, 1932, 1933

- USFSA Normandia:
  - 1910, 1911, 1912, 1913, 1914